# Jacques Marie Bellwald

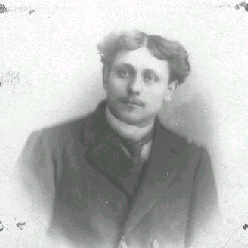
Jacques Marie Bellwald

Jacques Marie Bellwald (* 10. September 1871 in Bech-Kleinmacher; † 25. April 1945 in Echternach) war ein luxemburgischer Foto- und Kinopionier.

## Leben
Jacques Marie Bellwald war ein Sohn von Nicolas Bellwald und dessen erster Frau Maria Munhoven. Seine Mutter starb früh und Jacques Marie Bellwald bekam 1875 eine Stiefmutter. Bellwald machte sich in Paris mit fotografischen Techniken vertraut und vervollständigte seine Ausbildung bei Charles Bernhoeft in Luxemburg. Nach seiner Heirat 1895 zog er nach Echternach, wo er neben dem Denzelt am Marktplatz ein Fotostudio eröffnete. Er nutzte den einsetzenden Ansichtskartenboom ab 1896/97 und die steigenden Touristenzahlen und produzierte in der Zeit zwischen seiner Niederlassung in Echternach und dem Beginn des Ersten Weltkrieges Ansichtskarten mit hunderten von Motiven aus Luxemburg. Auf seinen Fototouren wurde er oft von seiner Frau Josephine Hirsch und seinen beiden Kindern Leonie und Cécile – ein Sohn starb in Kleinkindalter – begleitet, die er ebenfalls häufig aufnahm. Auch den Einmarsch der Deutschen in Echternach im Zuge des Ersten Weltkrieges und später die alliierten Truppen dokumentierte Bellwald. Später ging er dazu über, alte Aufnahmen zu reproduzieren. Es ist anzunehmen, dass er etwa 1500 bis 2000 verschiedene Ansichts- und Fotokarten gestaltet hat.
Bellwald präsentierte im Echternacher Hôtel du Cerf am 18. Oktober 1896 mit seinem Edison’s Ideal die erste Kinovorführung in Luxemburg. In der Hauptstadt trat er als Filmvorführer erst vier Tage später auf. Viermal am Tag bot er ab dem 22. Oktober 1896 Filmvorführungen in der Villa Louvigny in Luxemburg an. Er präsentierte die Lumiere-Filme Die Ankunft eines Zuges auf dem Bahnhof in La Ciotat und La Mer sowie selbstgedrehte Streifen. In den Wintermonaten 1896 zog er durch die Ortschaften Luxemburgs und zeigte seine Filmvorführungen. Weder er noch sein Landsmann Adolphe Amberg, der wenige Tage nach Bellwald ebenfalls mit der Vorführung bewegter Bilder begonnen hatte, setzte jedoch seine Karriere im Kinogeschäft fort. Bis sich um 1907 die ersten Kinos in Luxemburg etablierten, erschienen nur noch einige wandernde Filmvorführer aus dem Ausland in Luxemburg. Besonders Theodor Bläser aus Wiesbaden besuchte die Jahrmärkte mit seinem Wanderkino. Beliebt war auch die Familie Marzen aus Trier, die selbst gedrehte Filme, oft mit Luxemburger Motiven, vorführte.
Ferner schrieb, illustrierte und publizierte Jacques Marie Bellwald Reiseführer über die Echternacher Umgebung. Der erste kam 1898 unter dem Titel Album Guide, La Petite Suisse Luxembourgeoise auf den Markt. Später folgten La Moselle Luxembourgeoise et Mondorf-les-Bains und St. Willibrord und die Springprozession (1902).
Solange Coussement stellte Bellwald in eine Reihe mit den besten Fotografen ländlicher Gebiete, die in Europa arbeiteten.